# Rudawiec (rejon kamieniecki)
Rudawiec (biał. Рудавец, Rudawiec; ros. Рудавец, Rudawiec) – wieś na Białorusi, w obwodzie brzeskim, w rejonie kamienieckim, w sielsowiecie Wołczyn, nad Bugiem, który stanowi tu granicę państwową z Polską.

## Historia
W XIX i w początkach XX w. położony był w Rosji, w guberni grodzieńskiej, w powiecie brzeskim, w gminie Wołczyn.
W dwudziestoleciu międzywojennym leżał w Polsce, w województwie poleskim, w powiecie brzeskim, w gminie Wołczyn. W 1921 miejscowość liczyła 51 mieszkańców, zamieszkałych w 7 budynkach, w tym 38 Białorusinów i 13 Polaków. 40 mieszkańców było wyznania prawosławnego i 11 rzymskokatolickiego.
Po II wojnie światowej w granicach Związku Sowieckiego. Od 1991 w niepodległej Białorusi.